# يامن المناعي
يامن المناعي ولد في 1980 في تونس العاصمة، هو كاتب تونسي يكتب باللغة الفرنسية.

## السيرة الذاتية
يقيم المناعي في باريس، وهو مهندس يعمل في مجال تكنولوجيا المعلومات والاتصالات.

## مؤلفاته
- La Marche de l'incertitude (مسيرة الشك)، منشورات إليزاد، تونس العاصمة، 2010، 161 صفحة (ردمك 978-9973-58-029-0).
- La Sérénade d'Ibrahim Santos (سرينادة إبراهيم سانتوس)، منشورات إليزاد، تونس العاصمة، 2011، 270 صفحة (ردمك 978-9-973-58035-1).
- L'Amas ardent (الركام الساخن)، منشورات إليزاد، تونس العاصمة، 2017، 256 صفحة (ردمك 978-9973-58-092-4).

## الجوائز
- 2009: جائزة الكومار الذهبي عن رواية La Marche de l'incertitude.
- 2010: جائزة Coup de Coeur de Coup de Soleil عن رواية La Marche de l'incertitude.
- 2012: جائزة ألان فورنييه عن رواية La Sérénade d'Ibrahim Santos.
- 2017:
  - جائزة الكومار الذهبي عن رواية L'Amas ardent.
  - جائزة القارات الخمس للفرنكوفونية عن رواية L'Amas ardent.
  - الجائزة الكبرى للرواية الهجينة عن رواية L'Amas ardent